# Смерть Армиты Гераванд
Армита Гераванд (перс. آرمیتا گراوند‎) была 17-летней иранской девушкой, которая впала в кому в тегеранском метро 1 октября 2023 года. Она содержалась в отделении интенсивной терапии армейского госпиталя, где 22 октября 2023 года у неё была констатирована смерть мозга. Этот инцидент сравнили со смертью Махсы Амини, а министр иностранных дел Германии назвал «невыносимым».

## Предыстория
В Иране после прихода к власти религиозных деятелей всех женщин по закону в нарушение прав человека насильно обязали покрывать волосы и носить свободную одежду в рамках строгого исламского дресс-кода. Тех, кто нарушает эти правила, ждёт публичное порицание, штрафы или арест со стороны исламской религиозной полиции, также известной как полиция нравов. В сентябре 2022 года 22-летняя Махса Амини скончалась под стражей в полиции нравов после ареста за то, что якобы неправильно носила хиджаб. Смерть Амини вызвала общенациональные протесты в Иране, которые стали известны как «движение Махса». В ответ режим расправился с активистами и ужесточил законы о ношении хиджаба.

## События, повлекшие смерть девушки
1 октября 2023 года 17-летнюю Армиту Гераванд видели идущей в тегеранское метро на станции «Шохада» с двумя друзьями. Позже её вытащили из поезда без сознания и доставили в больницу. По словам норвежской правозащитной группы Hengaw и двух друзей девушки, сотрудники полиции нравов накинулись на Армиту Гераванд за то, что она не носила хиджаб, после короткой ссоры напали на неё, Армита упала, в результате чего ударилась головой и потеряла сознание. Её госпитализировали с «тяжёлыми черепно-мозговыми травмами». Иранские власти отрицают факт физического столкновения и утверждают, что Гераванд якобы потеряла сознание из-за низкого кровяного давления.
Спустя время иранское госагентство IRNA предъявило видео из метро, где Гераванд входит в поезд, а затем вскоре её выносят без сознания. Государственные СМИ Ирана утверждают, что эти кадры подтверждают их версию, но не показывают событий в вагоне, приведших к коме Армиты Гераванд. Amnesty International после детального анализа записи объявила, что запись редактировали — видео было ускорено на нескольких участках и, судя по временным меткам, в отснятом материале имеется разрыв в 3 минуты 16 секунд.

## Последствия
Больницу, куда доставили Армиту Гераванд, окружили силовики, которые, как сообщается, угрожали её семье и друзьям. Журналист, который пытался расследовать состояние Армиты Гераванда, был задержан. Правительство Ирана отвергло международную критику, назвав её «интервенционистской». Официальные лица утверждают, что Армита Гераванд якобы просто потеряла сознание и получила случайную травму.
22 октября государственные СМИ Ирана объявили, что Армита Гераванд была объявлена мёртвой после нескольких недель пребывания в коме. Это дело вызвало международную критику и требования независимого расследования причин её состояния.
28 октября Армита Гераванд была объявлена мёртвой.